# Korporaal Kevin van de Rijdt-viaduct
Het Korporaal Kevin van de Rijdt-viaduct is een viaduct over de autosnelweg A58 tussen Tilburg en de buurtschap Abcoven in de gemeente Tilburg.
Over het viaduct voert de Stappegoorweg, het werd in 1971 in gebruik genomen onder de naam Viadukt Abcoven.
In juni 2020 is het viaduct vernoemd naar de op 6 september 2009 tijdens de Task Force Uruzgan omgekomen korporaal bij de Korps Commandotroepen Kevin van de Rijdt.